# 名古屋高等検察庁金沢支部
名古屋高等検察庁金沢支部（なごやこうとうけんさつちょうかなざわしぶ）は、石川県金沢市にある名古屋高等検察庁の支部。略称は、名古屋高検金沢支部（なごやこうけんかなざわしぶ）。

## 概説
石川県金沢市にある日本の名古屋高等検察庁の支部。石川県、富山県、福井県の3県を管轄している。なお、愛知県、岐阜県、三重県の東海3県については本庁が管轄している。

## 所在地
- 石川県金沢市大手町6-15 金沢法務合同庁舎

## 管轄区域
石川県、富山県、福井県